# Dake (sockenhuvudort i Kina, Yunnan)
Dake (kinesiska: 大可) är en sockenhuvudort i Kina. Den ligger i provinsen Yunnan, i den sydvästra delen av landet, omkring 75 kilometer sydost om provinshuvudstaden Kunming. Antalet invånare är 13 480. Befolkningen består av 6 455 kvinnor och 7 025 män. Barn under 15 år utgör 21,0 %, vuxna 15-64 år 67 %, och äldre över 65 år 11,0 %.
Runt Dake är det ganska tätbefolkat, med 134 invånare per kvadratkilometer. Närmaste större samhälle är Lufu, 16,3 km norr om Dake. Trakten runt Dake består till största delen av jordbruksmark.
Genomsnittlig årsnederbörd är 1 007 millimeter. Den regnigaste månaden är juni, med i genomsnitt 216 mm nederbörd, och den torraste är januari, med 12 mm nederbörd.